# Amfitheater van de drie Galliën
Het Amfitheater van de drie Galliën was een Romeins amfitheater in de stad Lugdunum, het huidige Lyon. Het maakte onderdeel uit van een groter complex, het Federale schrijn van de drie Galliën, waar de vertegenwoordigers van de meer dan 60 stammen uit de drie Galliën (Gallia Belgica, Gallia Aquitania en Gallia Lugdunensis) bijeenkwamen.
Het amfitheater werd in de 19e eeuw ontdekt op de helling van de heuvel van La Croix-Rousse in Lyon en opgegraven in de loop van de 19e en 20e eeuw. Enkel de grondvesten van het antieke amfitheater zijn nog zichtbaar.